# Callicore hesperis
Callicore hesperis  es una especie de lepidóptero perteneciente a la familia Nymphalidae. Es originario de Sudamérica, donde se distribuye por  Ecuador, Bolivia y Perú.